# Jefe de piso

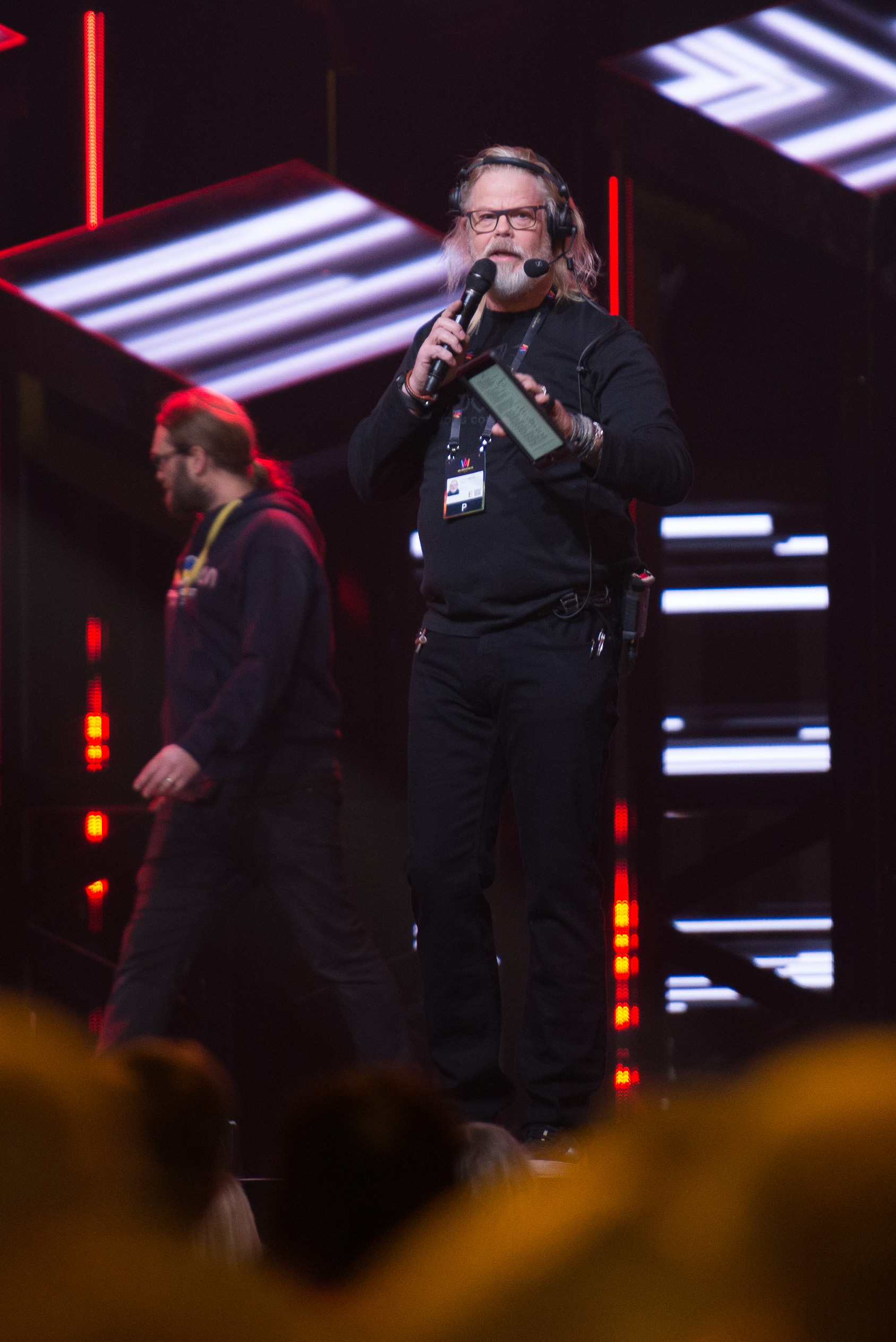
Final del Melodifestivalen 2018 en Estocolmo

En un estudio de televisión, se denomina jefe de piso o floor manager a un miembro del equipo de grabación y/o emisión, que es el principal asistente del director. El jefe de piso es el encargado de lo que pasa en el estudio de grabación y de que todo esté listo. Funciona como enlace entre productor y director y tiene autoridad en el set. Cuando asume esta función, su trabajo principal es comunicarse con el talento. Decide la coreografía, da entradas y salidas del programa. El jefe de piso da órdenes de comienzo de una grabación e indica el momento en el que se entra al aire; además en el caso de un noticiero debe indicar al conductor si debe continuar, cortar o enviar a comerciales.
El director está en el máster o cabina de control durante la grabación y no puede dar instrucciones directas a los actores o presentadores, quienes por lo general, no llevan apuntador. El jefe de piso, en cambio, posee un intercomunicador para comunicarse con el director. Por consiguiente, tales instrucciones las da el jefe de piso, principalmente con señales con las manos o, en algunos casos, con carteles. El recurso gestual se impone por el silencio que hay que respetar en el estudio.

## Preproducción
El jefe de piso es el encargado de establecer el lazo de relación entre el personal que trabaja en el piso de estudio y el que trabaja en la cabina, por ello se ubica en área de producción o también en el área técnica. A través de un intercomunicador, sigue las instrucciones para la grabación o emisión del programa, coordina el foro, señala el inicio y el fin de la grabación con la pizarra, hace referencia a los actores de cuándo alargar o terminar un comentario.
Previo a la grabación, el jefe de piso debe atender las necesidades emocionales y físicas del talento (actores, invitados, presentadores): verificar que estén cómodos en el estudio y saber qué temas de la producción deben explicárseles. Esto último es lo más importante, ya que los presentadores o actores no están unidos al sistema de comunicación interno y tampoco están conscientes de lo que está pasando la mayor parte del tiempo. El jefe de piso debe informar al talento la razón de un retraso en la grabación, cualquiera que esta sea (por ejemplo, por mal funcionamiento de equipos,  por mala ubicación de los personajes en el set o porque el personal técnico está riendo). El jefe de piso debe ponerse en el lugar de los talentos, que están aislados, bajo luces y sin ninguna idea de lo que está pasando.
Antes de la producción, también debe discutir con el talento los requisitos técnicos de la producción, qué utilería debe estar disponible, su ubicación dentro del set y las señales especiales que se necesitan. Cada detalle es importante para que tanto el jefe de piso como el talento sepan qué hacer en la grabación. Tiempo antes de comenzar a grabar se deben ensayar las señales que serán utilizadas.
Además de estar en contacto directo con los talentos, otra responsabilidad importante del jefe de piso es hacerse cargo de los detalles de la producción en el piso. Esta parte requiere de una variedad de funciones: supervisar la colocación del sistema de iluminación, indicar la dirección del tráfico en el estudio, verificar que todos los que necesiten tengan guiones y contribuir con el departamento de arte, verificando que la utilería esté en el lugar indicado.

### Tareas
Un jefe de piso por lo general realiza las siguientes tareas:
- Asegurar que todos los equipos en el estudio se encuentren operativos, antes y durante el show[5]
- Asegurar que los peinados, micrófonos y ropas de las personas que salen al aire se encuentran bien y presentables para salir en cámara
- Asegurar que el estudio se encuentre limpio y libre de residuos que pudieran ser expuestos por la cámara
- Informar al director y al productor de las tareas mientras la cámara se encuentra apagada[5]
- Entender todo el show de forma de gestionar los cambios que se requieran en el estudio y decorados.[5]
- Indicar a los invitados y actores sobre que deben esperar al salir en cámara[5]
- Ayudar a planificar el show[5]
- Ayudar en el ajuste de luces y sonido durante la grabación[5]
- Gestionar los problemas técnicos que pudieran ocurrir durante el show[5]
- Si hay audiencia, verificar su ubicación y gestionarlos durante el show[5]

Durante el ensayo o grabación, el jefe de piso debe dar señales con la mano a los talentos, para que todos participen y se relacionen con ellas. Al hacer esto, se debe ubicar en un sitio que tenga visibilidad, así los presentadores o actores no tendrán que girar su cabeza para buscarlo. Es bueno agacharse bajo la cámara a la que se dirige el conductor, pero debe cerciorarse de que no entre en el plano de la cámara.
Durante el ensayo, debe tener claro cuáles serán sus otras funciones, si necesita mover utilerías o necesita un cartel. Una vez que comienza la grabación, el jefe de piso es el principal contacto que tiene el talento con el resto de equipo, ya que la puerta del estudio está cerrada, el director está en el máster y todas las luces y cámaras señalan al personaje, que está acompañado únicamente por el jefe de piso.
El jefe de piso debe estar alerta ante cualquier problema; tiene que revisar, al menos dos veces, que el personal técnico y el talento estén ubicados en el lugar que les corresponde. Debe, también, estar seguro de que la grabación funcione correctamente.

## Postproducción
Cuando la grabación haya culminado, el jefe de piso debe ayudar a recoger la utilería y asistir al equipo técnico de foto e iluminación para guardar apropiadamente sus herramientas de trabajo; también debe revisar el estudio para que todo vuelva al lugar al que pertenece y esté listo para la siguiente grabación.